# Royaumes turcs
Au cours du temps, les peuples turcs constituèrent plusieurs grands royaumes et régimes, qui laissèrent une impression durable à la postérité.
L’actuelle turcologie de Turquie prend en compte les 19 royaumes historiques suivants :

## Royaumes historiques
| N° | Royaume/Dynastie/Confédération d’origine                             | de - à                                            | Fondateur                                   | Remarques |
| -- | -------------------------------------------------------------------- | ------------------------------------------------- | ------------------------------------------- | --- |
| 1  | Turukkéens, (turc: Turukkiler)                                       | 3000 av./2500 av./2250 av. - J.-C -1000 av. J.-C. | İlshu-Nail                                  | |
| 1  | "Grands Huns"[réf. nécessaire] (turc: Büyük Hunlar)                  | 204 av. J.-C. - 216 apr. J.-C.                    | Batur Tangriqut Mete Khan et Bagatir Khagan | Royaume asiatique des Huns ; 18 millions de km²                                                                               |
| 2  | "Huns de l’Ouest"[réf. nécessaire] (turc: Batı Hunlar)               | 48 - 216                                          | Panu Khan                                   | Royaume des Huns de l'Ouest                                                                                                   |
| 3  | Huns européens[réf. nécessaire] (turc: Turkut Hunlar)                | 275 - 454                                         | Moundzouk (ou Aybat), Octar et Ruga         | Royaume des Bulgares noirs et blancs ou de la Horde du camp d'or (Altyn Oba) ; sous Attila, 4 millions de km²                 |
| 4  | Huns blancs[réf. nécessaire] (turc: Ak Hunlar)                       | 420 - 552                                         | Aksuvarlar                                  | Royaume hephtalite ; 3,5 millions de km²                                                                                      |
| 5  | Köktürks (turc: Köktürkler)                                          | 552 - 582                                         | Bumin Khan                                  | Birinci Göktrük İmpararorluğu/1er royaume des Köktürks ; 18 millions de km²                                                   |
| 6  | Köktürks (turc: Köktürkler)                                          | 582 - 630                                         | Bumin Khan                                  | Doğu Göktürk İmparatorluğu/Royaume turc oriental ; 9 millions de km²                                                          |
| 7  | Köktürks (turc: Köktürkler)                                          | 582 - 630                                         | Bumin Khan                                  | Batı Göktürk İmparatorluğu/Royaume turc occidental ; 9 millions de km²                                                        |
| 8  | Köktürks (turc: Köktürkler)                                          | 681-744                                           | Bumin Khan                                  | İkinci Göktürk İmparatorluğu/2e royaume des Köktürks ; 18 millions de km²                                                     |
| 9  | Avars[réf. nécessaire] (turc: Avar Hunları)                          | 562 - 796                                         | Bayan                                       | Avars européens ; 4,5 millions de km²                                                                                         |
| 10 | Khazars (turc: Hazar Türkleri)                                       | 602 - 1016                                        | Ziebel                                      | Royaume des Khazars, successeur de la Horde du camp d’or (Altyn Oba)                                                          |
| 11 | Ouïgours (turc: Uyghur Türkleri)                                     | 740 - 1335                                        | Kutluq Bilgekül Khan                        | Royaume des Ouïgours, successeur du royaume des Köktürks ; 18 millions de km²                                                 |
| 12 | Qarakhanides (turc: Karahanlılar)                                    | 932 -1212                                         | Satuq Bughra Khan                           | Royaume des Qarakhanides |
| 13 | Ghaznévides[réf. nécessaire] (turc: Gazna Türkleri[réf. nécessaire]) | 962 -1183                                         | Alptegîn                                    | Royaume des Ghaznévides ; 4,7 millions de km²                                                                                 |
| 14 | Seldjoukides (turc: Selçuklu Türkleri)                               | 1040 - 1157                                       | Seldjouk                                    | Royaume des Seldjoukides ; 10 millions de km²                                                                                 |
| 15 | Khwârazm-Shahs (turc: Harzemşah Türkleri)                            | 1077 - 1231                                       | Anushtigin                                  | Royaume des Khwârazm-Shahs d’Asie centrale ; 5 millions de km²                                                                |
| 16 | Horde d'or[réf. nécessaire] (tatar: Altın Urda ou turc: Altın Ordu)  | 1224 - 1502                                       | Batu                                        | Khanat des hordes du Kiptchak : constitué de la Horde blanche, de la Horde bleue, de la Horde d’Orda et de la Horde des Nogay |
| 17 | Timourides (turc: Timur-Moghul)                                      | 1369 - 1501                                       | Tamerlan                                    | Empire des Turco-Tatars ; 8 millions de km²                                                                                   |
| 18 | Bâburides (turc: Babur-Moghul ou Türk-Hint Imparatorlugu)            | 1526 - 1858                                       | Bâbur                                       | Empire moghol ; 2,7 millions de km²                                                                                           |
| 19 | Ottomans (turc: Osmanlı Türkleri)                                    | 1299 - 1922                                       | Osman Ier                                   | Empire ottoman ; 20 millions de km²                                                                                           |

## Républiques et régions autonomes modernes

### Républiques autonomes subordonnées à la Russie

#### Républiques autonomes où les Turcs vivent en majorité
| Drapeau | État                | Histoire  | Note |
|         | Bachkirie           | 1991-.... | - Les peuples turcs représentent 57,6% de la population. La proportion de Bachkirs est de 29,5%, la proportion de Tatars est de 25,4% et la proportion de Tchouvaches est de 2,7%. - L'islam est répandu parmi les Bachkirs et les Tatars, et la religion du christianisme est répandue parmi les Tchouvaches. |
|         | Tchouvachie         | 1991-.... | - Nüfusun %67,7'sini Çuvaş Türkleri, %2,8'ini ise Tatar Türkler'i oluşturmaktadır. - Çuvaşlar arasında Hristiyanlık, Tatarlar arasında Islam dini yaygındır. |
|         | Tatarstan           | 1991-.... | - Les peuples turcs représentent 56,3% de la population. La proportion de Tatars est de 53,2% et la proportion de Tchouvaches est de 3,1%. |
|         | Touva               | 1991-.... | - Les Tuvans, un peuple turc, représentent 82% de la population. - La religion du bouddhisme et du Tengrisme est répandue parmi les Touvans |
|         | République de Sakha | 1991-.... | - Nüfusun %51'ini Türk Halkları oluşturur. Yakutlar'ın oranı %49,9, Dolganlar'ın oranı 0,2, Tatarlar'ın orası ise 0.7'dir. - Bölgedeki Türkler arasında Hristiyanlı |